# 張邦翼
張邦翼（1571年—1643年），字君弼，號軫南，湖廣黄州府蕲州人，軍籍，明朝政治人物。

## 生平
萬曆二十五年（1597年）丁酉科湖廣乡试舉人，二十六年（1598年）戊戌科進士，盛著文名，大理寺觀政，次年授浙江宁海县知县，三十一年調繁临海知县，以廉能称。三十三年行取，三十四年迁南户部主事，江北管倉，洁己奉公。三十五年丁憂，三十八年補户部河南司主事，三十九年管下粮所，升员外郎，四十年升郎中，四十一年遷廣東督學僉事，四十四年正月升四川參議，本年調廣東。四十六年十二月升浙江驿传道副使，天启元年升本省右参政，三年升四川按察使，备兵建昌兼摄学政，四年被降职。崇祯二年起補雲南副使，四年升廣東参政，遷廣東按察使，轉江西右布政，以年老乞休。崇禎十六年癸未春，张献忠袭蕲州，不屈而死，年七十三，祀鄉賢。邦翼为廣東督学時，采集粤中先哲之文，分类编次，先文后诗，起唐张九龄，迄于明之萬曆，凡二百六十余人，编刻成《岭南文献录》三十二卷。又有《汉魏丛书》行海内。乾隆四十一年赐谥「節愍」。

## 家族
子张效葵，中天启甲子乡试。孙张承位，中顺治丁酉乡试。